# 51e (Hoogland) Infanteriedivisie

Insigne van het Britse 51e Infanteriedivisie

De 51e (Hoogland) Infanteriedivisie (Engels: 51st (Highland) Infantry Division) was een infanteriedivisie van de British Army tijdens de Tweede Wereldoorlog. De bijnaam van de divisie was “Highway Decorators”.

## Geschiedenis
Na een driejarige training werd de 51e Divisie in januari 1940 naar Frankrijk gestuurd. De 51e Divisie stond onder bevel van generaal-majoor Victor Fortune en maakte deel uit van de British Expeditionary Force (BEF). Ze werd gestationeerd bij het fort Ouvrage Hackenberg die onderdeel uitmaakte van de Maginotlinie.
Tijdens de gevechten in Frankrijk in 1940 werden twee brigades (152e en 153e Brigades) bij Saint-Valery-en-Caux krijgsgevangen genomen. De 154e Brigade wist te ontsnappen en hierdoor hield de 51e Divisie feitelijk op te bestaan. In augustus 1940 werd de 9e (Hoogland) Infanteriedivisie hernoemd in de 51e (Hoogland) Infanteriedivisie. De 26e en 27e Brigades werden hernoemd in de 152e en 153e Brigades en de 28e Brigade werd samengesmolten met de onderbezette 154e Brigade. De 51e Divisie was twee jaar betrokken bij de verdediging van de kust van Zuid-Engeland en Noordoost-Schotland.
In juni 1942 vertrok de 51e Divisie naar Noord-Afrika waar het betrokken was bij de Eerste Slag bij El Alamein. Ze speelde een belangrijke rol tijdens de Tweede Slag bij El Alamein en was daarna betrokken bij gevechten in Tunesië. Daarna was de divisie betrokken bij de invasie op Sicilië en later de invasie van het Italiaanse vasteland. De 51e Divisie was als onderdeel van het 1e Legerkorps betrokken bij Operatie Overlord. Het was betrokken bij verschillende acties in Normandië. Ze namen deel aan de oversteek van de rivier de Orne en gevechten bij Bréville-les-Monts (11-12 juni) en Colombelles (11 juli).
Op 1 augustus 1944 werd de 51e Divisie onderdeel van het Eerste Canadese Leger. De divisie was betrokken bij Operatie Totalize en rukte daarna op richting de rivier de Seine. Daarna was het betrokken bij Operatie Astonia, de slag om Le Havre.
In oktober 1944 was de divisie betrokken bij de Slag om de Schelde.
Tijdens de Slag om de Ardennen moest de 51e Divisie als onderdeel van het 30e Legerkorps de rivier Maas bewaken. In januari 1945 was de 51e Divisie betrokken samen met de rest van het 30e Legerkorps en de Amerikaanse 84e Infanteriedivisie om de Duitse noordflank bij Nisramont te doorbreken. Daarna was de divisie betrokken bij Operatie Veritable. De 51e Divisie eindigde de oorlog in Bremerhaven. Tijdens gevechten in Noordwest-Europa verloor de 51e (Hoogland) Infanteriedivisie 19.524 man.

## Eenheden

### 51e (Hoogland) Infanteriedivisie, 1939-1940
152e Infanteriebrigade
- 2nd Battalion, The Seaforth Highlanders (regulier leger)
- 4th Battalion, The Seaforth Highlanders
- 4th Battalion, The Queen's Own Cameron Highlanders

153e Infanteriebrigade
- 4th Battalion, The Black Watch
- 1st Battalion, The Gordon Highlanders (regulier leger)
- 5th Battalion, The Gordon Highlanders

154e Infanteriebrigade
- 1st Battalion, The Black Watch (regulier leger)
- 7th Battalion, The Argyll and Sutherland Highlanders
- 8th Battalion, The Argyll and Sutherland Highlanders

Ondesteuningseenheden
- 1st Lothians & Border Yeomanry
- 75th (Highland) Regiment, Royal Artillery
- 76th (Highland) Regiment, Royal Artillery
- 77th (Highland) Regiment, Royal Artillery
- 51st (West Highland) Anti-Tank Regiment, Royal Artillery
- 236th Field Company, Royal Engineers
- 237th Field Company, Royal Engineers
- 238th Field Company, Royal Engineers
- 1st Battalion, The Princess Louise's Kensington Regiment (The Middlesex Regiment) (Machine Gun)
- 7th Battalion, The Royal Northumberland Fusiliers(Machine Gun)
- 7th Battalion, The Royal Norfolk Regiment (Infantry Sappers)
- 6th Battalion, The Royal Scots Fusiliers (Infantry Sappers)

### 51e (Hoogland) Infanteriedivisie, 1940-1945
152e Infanteriebrigade (oorspronkelijk 26e Infanteriebrigade)
- 2nd Battalion, The Seaforth Highlanders
- 5th Battalion, The Seaforth Highlanders
- 5th Battalion, The Queen's Own Cameron Highlanders

153e Infanteriebrigade (oorspronkelijk 27e Infanteriebrigade)
- 5th Battalion, The Black Watch
- 1st Battalion, The Gordon Highlanders
- 5/7th Battalion, The Gordon Highlanders

154e Infanteriebrigade (oorspronkelijk 28e Infanteriebrigade)
- 1st Battalion, The Black Watch
- 7th Battalion, The Black Watch
- 7th Battalion, The Argyll and Sutherland Highlanders

Ondersteuningseenheden
- 1st/7th Battalion, The Middlesex Regiment
- 2nd Derbyshire Yeomanry, Royal Armoured Corps
- 126th Field Regiment, Royal Artillery
- 127th Field Regiment, Royal Artillery
- 128th Field Regiment, Royal Artillery
- 61st Anti-Tank Regiment, Royal Artillery
- 274th Field Company, Royal Engineers
- 275th Field Company, Royal Engineers
- 276th Field Company, Royal Engineers

## Bevelhebbers
- Generaal-majoor Victor Fortune: 1937 – 12 juni 1940 (krijgsgevangen)
- Generaal-majoor Sir Alan Cunningham: 7 augustus 1940 – 7 oktober 1940
- Generaal-majoor Sir Neil Ritchie: 7 oktober 1940 – 11 juni 1941
- Generaal-majoor Douglas Wimberley: 11 juni 1941 – 8 augustus 1943
- Generaal-majoor D.C. Bullen-Smith: 8 augustus 1943 – 26 juli 1944
- Generaal-majoor Thomas Rennie: 26 juli 1944 – 23 maart 1945 (gesneuveld)
- Generaal-majoor Gordon MacMillan: 23 maart 1945 – 28 mei 1945
- Generaal-majoor James Cassels: 28 mei 1945 – maart 1946